# 赵家村汉阙
赵家村汉阙位於四川省达州市渠县土溪镇汉阙村，包括赵家村东无铭阙及赵家村西无铭阙。
2001年6月25日列為第五批全國重點文物保護單位，與馮煥闕、沈府君闕合併，并称渠縣漢闕。